# Göczey Zsuzsa
Göczey Zsuzsa (Szentendre, 1948. április 1. –) magyar zenei szerkesztő.

## Pályakép
Erdélyi kisnemesi famíliából származik. A Magyar Rádió Gyermekkórusában énekelt. Közben megtanult gitározni. Középiskolába a Konzervatóriumba járt, majd elvégezte a Zeneakadémia tanárképző szakát.
1969-től technikus volt a Magyar Rádióban, és elsajátította a rádiós munka mechanikus részleteit, többek között kezelni a stúdió készülékeit. Úgynevezett forgató lett, vagyis előkereste a hangtárból a felvételeket, és elindította azokat.
Sokáig szabadúszó („külső munkatárs”) volt, de gyakorlatilag minden napját a Rádióban töltötte. 1972-től egy zeneiskolában gitárt tanított. 1980-tól főállásban a Magyar Rádió Zenei Osztályán dolgozott. Legemlékezetesebb sorozata a Lemezbörze helyett volt.
2001-től a Klubrádió zenei szerkesztője. Itteni műsorai a Basszus és a Grillázs.    2019-ben Fonogram-életműdíjat kapott. Férje Kornis Mihály.